# Csaba Gaspar
Csaba Gáspár (27 luglio 1955) è un ex schermidore argentino.

## Palmarès
In carriera ha conseguito i seguenti risultati:
- Giochi panamericani:

San Juan 1979: bronzo nella spada a squadre e nel fioretto a squadre.